# Seventeen Seventy
Seventeen Seventy – miasto w Australii, w stanie Queensland, nad Oceanem Spokojnym.